# تاريخ اليهود في الإمبراطورية البيزنطية

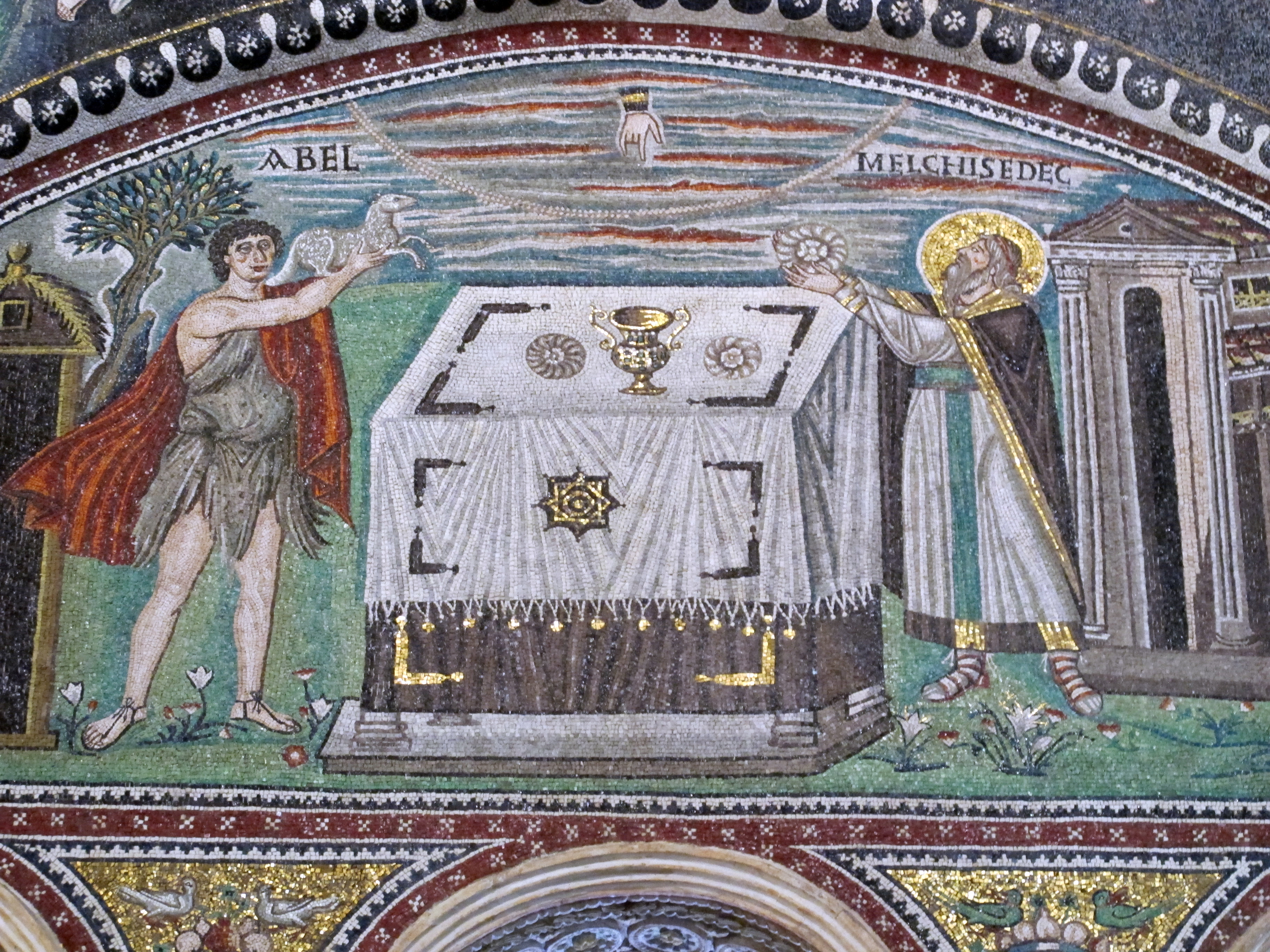

إن تاريخ اليهود في الإمبراطورية البيزنطية مسجل ومحفوظ.

## القانون الثيودوسي: 404-527
استُبعد اليهود من بعض المناصب الحكومية في عام 404. مُنعوا من الخدمة المدنية ومن جميع المناصب العسكرية في عام 418. استُبعدوا من جميع المناصب العامة المتبقية (المدنية منها والعسكرية) في عام 425، وهو حظر أكد عليه الإمبراطور الروماني جستينيان الأول. كشفت هذه القيود بشكل حتمي الحجج اللاهوتية لتقييد الدين اليهودي، وذلك على الرغم من أنها مكّنت المواطنين المسيحيين في الإمبراطورية على حساب اليهود فيها. اعترفت جميع القوانين التي تتناول اليهود ضمنيًا باستمرار وجود وشرعية الدين اليهودي.
وجد الإمبراطور ثيودوسيوس الثاني أن عليه الموازنة بين أول اثنين من العوامل الثلاثة التي تسيطر على معاملة اليهود في الإمبراطورية، وهي اللاهوت، والبراغماتية السياسية، والنفاذ. لم يستطع الإمبراطور على الرغم من ذلك التحكم بشكل فعال بالعامل الثالث. كان يجب على ثيودوسيوس التأكيد من جديد على حظر اليهود من تولي مناصب عامة في عام 438 بسبب تطبيق هذا الحظر بشكل سيء. بدأ المرسوم الذي جدد هذا الحظر في عام 527 بملاحظة أن اليهود «أغفلوا تعليمات القانون وتسللوا إلى المناصب العامة».
كان هناك منصب واحد لم يُمنع اليهود من العمل به، وهو منصب عضو مجلس في الإمبراطورية الرومانية، وهو جامع الضرائب الذي كان يُطلب منه دفع جميع العجز في الإيرادات من ماله الخاص. سمح ثيودوسيوس الثاني، الذي وضع الكثير من السوابق القانونية والأسس للقانون البيزنطي في القانون الثيودوسي، لليهود (كغيرهم من المواطنين) باستئجار بديل لأداء واجبات منصب عضو المجلس. احتفظ جستينيان، الذي تضمن تشريعه القانوني 33 قانونًا يتعلق باليهود، في البداية بهذه الصلاحية ولكنها أُلغيت في عام 537. يشرح شارف أن الغرض من ذلك هو أن اليهود «لم يستمتعوا أبدًا بأثر هذا المنصب، بل عانوا فقط من مشقّاته وعقوباته».
كان اليهود أيضًا غير متساوين مع المسيحيين في ما يتعلق بملكية العبيد، بالإضافة إلى مسألة استلام المناصب العامة. كانت القيود المفروضة على ملكية اليهود للعبيد المسيحيين موجودة في عهد العديد من الأباطرة، وذلك بسبب الخوف من تحويل اليهود العبيد إلى وسيلة لزيادة عددهم. حدث ذلك أيضًا لتوفير حافز للعبيد غير المسيحيين لاعتناق المسيحية، وفرض قيود اقتصادية على اليهود. لم تكن القيود المفروضة على امتلاك العبيد مرهقة للغاية، وذلك لأن العبيد كانوا يشغلون 10-15% من عدد السكان الكلي على الرغم من كثرة عددهم. لم يحظر القانون الثيودوسي ملكية اليهود للعبيد المسيحيين على الرغم من حظره شراءهم، إذ حافظ اليهودي الذي ورث عبدًا ما على ملكيته له. كان عقوبة شراء العبيد عادة البيع القسري بسعر الشراء الأصلي.
أنتجت ملكية العبيد مثالًا آخر على قانون الموازنة الثلاثي للتشريع الذي يتعامل مع الأقلية اليهودية في بيزنطة، وهو تقويض ملكية العبيد المسيحيين للاهوت العهد الحي. اعتُبر هذا مطلبًا براغماتيًا في ذلك الوقت ولا يمكن تطبيق حظره تمامًا، لأن الحرية قد لا تكون بالضرورة خيارًا مرغوبًا به لعبد كان يعامله أسياده معاملة حسنة.
كان التقييد الثالث المهم على اليهودية (بالإضافة إلى القيود المفروضة على الخدمة العامة وملكية العبيد) هو عدم السماح للدين اليهودي بالتوسع على الرغم من السماح له بالبقاء حيًا. يمكن تأكيد انتصار المسيحية بنجاح من الناحية اللاهوتية من خلال الحفاظ على مجموعة صغيرة من اليهود داخل الإمبراطورية، وذلك على الرغم من أن السماح لهم بأن يصبحوا أقلية كبيرة من شأنه أن يهدد الاحتكار اللاهوتي للمسيحية الأرثوذكسية داخل الإمبراطورية.
كانت إحدى التداعيات المهمة لهذه السياسة حظر بناء معابد جديدة داخل الإمبراطورية على الرغم من السماح بإصلاح المعابد القديمة. كان هذا الحظر صعب التنفيذ، إذ تشير الأدلة الأثرية في إسرائيل إلى استمرار بناء كنيس يهودي غير قانوني طوال القرن السادس عشر. استمر احترام الكنيس كمكان عبادة مُصان حتى عهد جستينيان. كانت معظم التشريعات المتعلقة باليهود ابتداءً من ذلك الوقت، حتى القوانين التي وسعت الحقوق التي مُنحت لهم، مقدمة من قبل تعبيرات واضحة عن كراهية واحتقار اليهودية».